# Ernesto Fernández
L. Ernesto Fernández (León, 9 marzo 1949) è un ex schermidore messicano.

## Biografia
Ha partecipato ai Giochi della XIX Olimpiade di Città del Messico nel 1968.

## Palmarès
In carriera ha conseguito i seguenti risultati:
- Giochi Panamericani:

Cali 1971: bronzo nel fioretto a squadre.